# Châteaux de Bellinzone
Les châteaux de Bellinzone sont situés à Bellinzone, chef-lieu du Tessin, en Suisse.
Avec la muraille qui ceinture la ville, ils sont inscrits depuis 2000 au patrimoine mondial de l'humanité de l'UNESCO.
Les trois châteaux sont Castelgrande, le château de Montebello et le château de Sasso Corbaro.
L'ensemble, constitué entre les XIIIe et XVe siècles, témoigne de l'importance de l'architecture militaire au Moyen Âge. Il est également un exemple unique en Europe de l'évolution d'un site, en constante adaptation aux besoins de l'homme selon les époques.
Bellinzone est situé au sud des Alpes au début d'une vallée profonde. À cet endroit de la Riviera s'ouvre la plaine de Magadino, une plaine marécageuse qui débouche sur le lac Majeur, proche. C'est un point de convergence d'une multitude de routes et à ce titre, est très convoité.
Par le nord, la Léventine mène aux cols du Saint-Gothard et du Nufenen, la vallée de Blenio mène au col du Lukmanier alors que le Val Mesolcina conduit au San Bernardino. De l'autre côté, au sud, les routes pour l'Italie longent le lac Majeur ou passent par le Monte Ceneri. Le sentier « est-ouest » qu'est la route « Domodossola-Centovalli-San Jorio-Valteline » passe par Bellinzone, qui est également le point de départ du sentier de la Greina.
Le site se prête naturellement à la fonction de point de contrôle car la présence d'arêtes rocheuses au milieu de la vallée forme des goulets facilement contrôlables. Ces rochers sont le résultat de l'érosion des glaciers et de la rivière.
Déjà à l'époque romaine, vers le milieu du IVe siècle, un fort avait été bâti sur l'arête rocheuse de Castelgrande. Il a été considéré très longtemps comme imprenable. Mais l'aspect des fortifications de Bellinzone telles qu'on peut les voir aujourd'hui est, pour l'essentiel, l'œuvre des Lombards.
Castelgrande a été renforcé une première fois aux Xe et XIe siècles. À celui-ci s'ajoute le château de Montebello qui a été érigé au XIIIe siècle, sur l'éperon rocheux situé à l'est de la cité puis relié aux fortifications de la ville. Une nouvelle tour fut élevée peu après 1400 sur une hauteur. Elle allait devenir le noyau du futur château de Sasso Corbaro et ainsi terminait la muraille qui fermait la vallée de part en part et marquait au sud des Alpes la « frontière » des plaines de l'Italie.
Les Lombards, maîtres des lieux dès 1340, ont complété les fortifications de cet ensemble dans le but d'empêcher les Confédérés (notamment Uri, Schwytz et Unterwald) de s'étendre au sud des Alpes. Ceux-ci ont dû attendre le déclin du duché de Milan vers 1499, provoqué par l'invasion de la région par Louis XII, roi de France, et l'appel des habitants de Bellinzone qui, ayant chassés les Français, demandèrent la protection des Confédérés. Ceci mit fin à une longue période de troubles.

## Description
L'ensemble est très grand. Le Castelgrande mesure plus de deux cents mètres en diagonale et la muraille au moins quatre cents mètres.

### Castelgrande

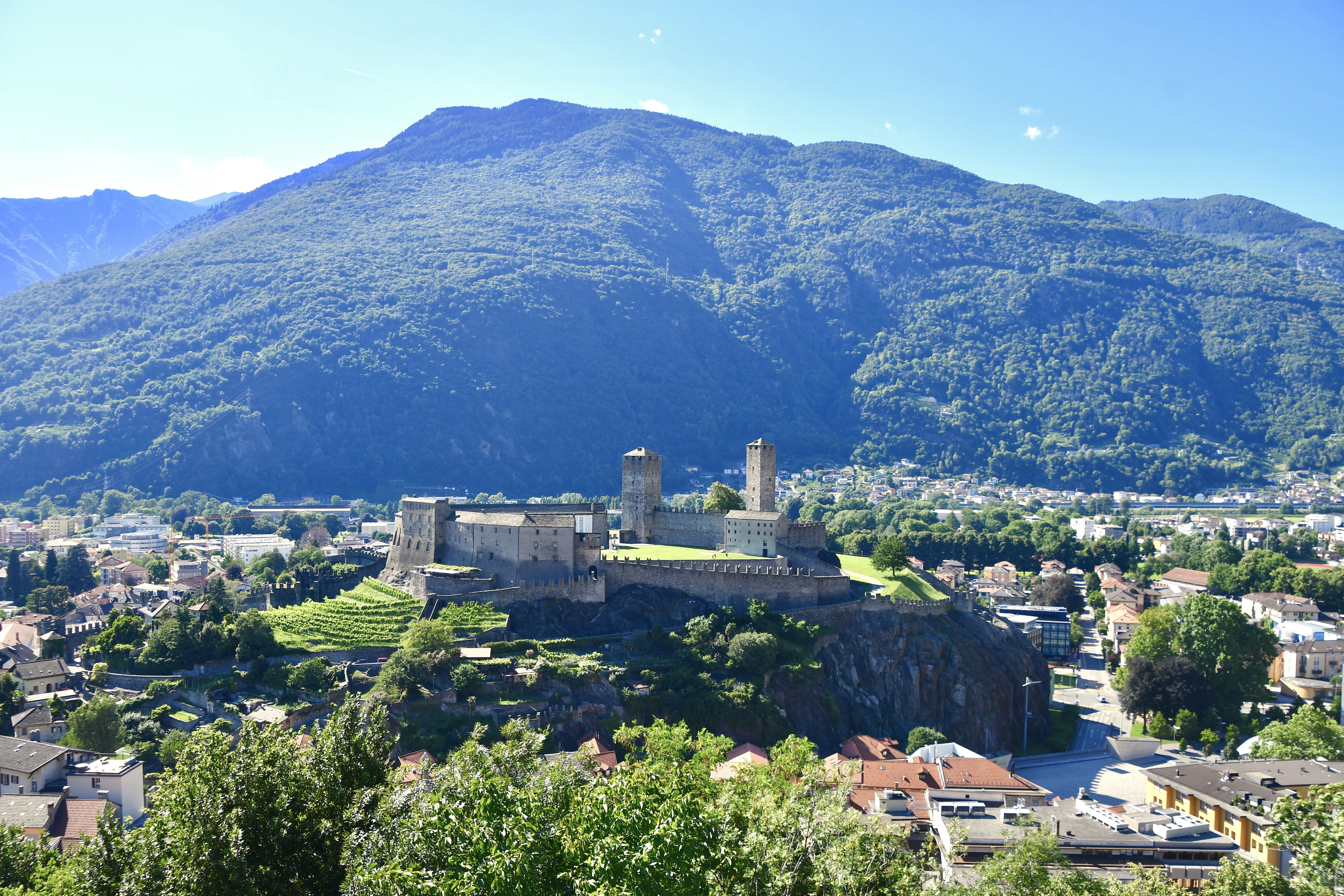
Le Castelgrande.

Des escaliers étroits permettaient d'accéder au château situé en hauteur. Il fallait passer plusieurs portes et des obstacles pour finalement arriver à la porte principale située au sud-est du château. Cette porte aboutissait à la gigantesque cour intérieure où se dressait l'église San Pietro ainsi qu'une multitude de petites constructions.
Aujourd'hui ces bâtiments n'existent plus. Outre l'enceinte et les bâtiments côté sud, seuls demeurent au centre les deux tours (Torre Nera et Torre Bianca) ainsi que les trois murs défensifs qui partagent l'espace en trois secteurs. Les bâtiments construits contre l'enceinte, côté sud, forment un ensemble allongé. Des ascenseurs modernes ont été installés. Ils permettent aux visiteurs, tout en respectant le site, l'accès à la cour intérieure.

### Château de Montebello

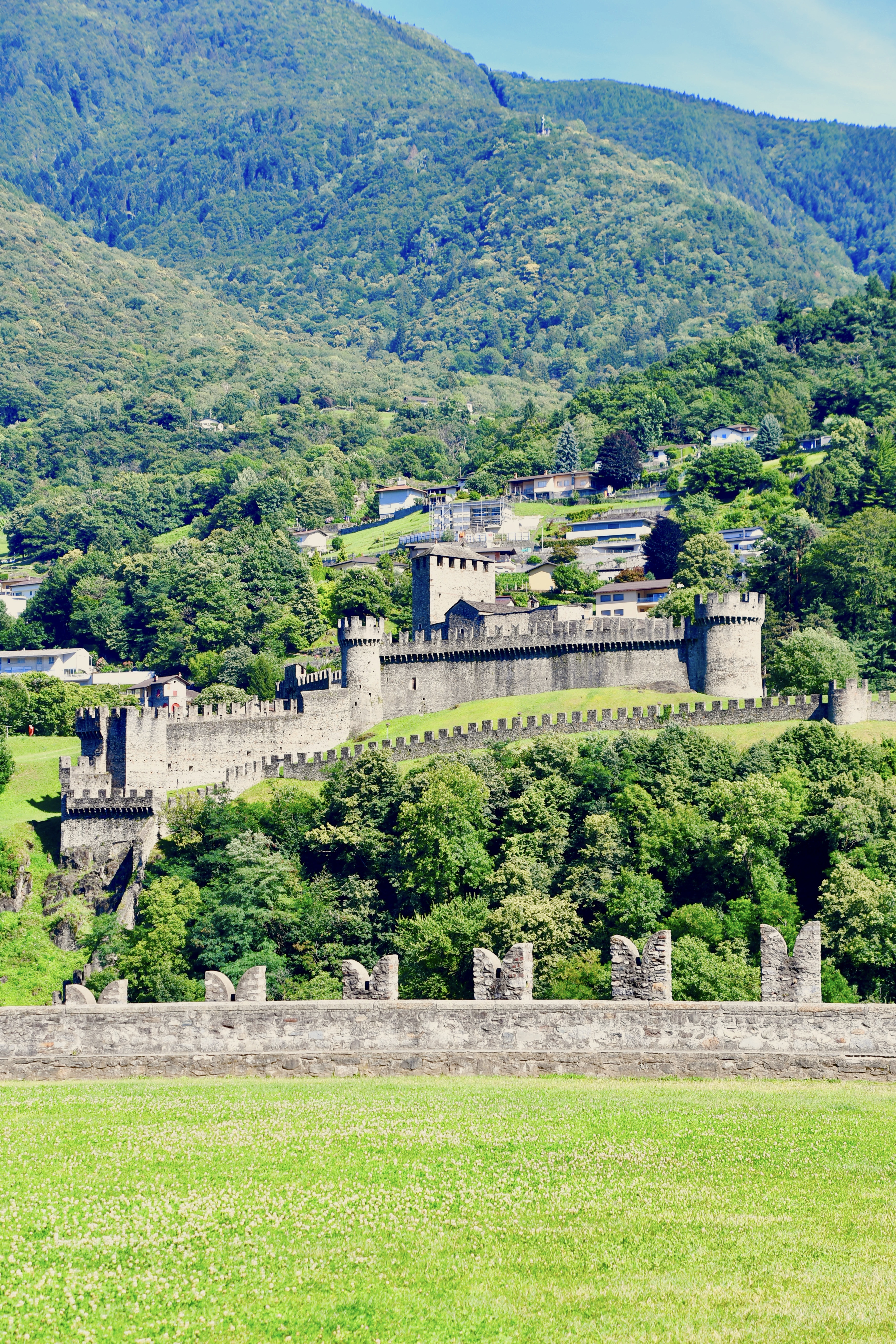
Le château de Montebello.

Il est constitué d'une enceinte dont le plan forme approximativement un losange à l'intérieur duquel se trouve le château central, la partie la plus ancienne. Cette partie de forme très irrégulière, construite au XIIIe siècle, comprend une tour, deux cours et des logis.
L'enceinte, construite vers 1400 et complétée au XVe siècle, comprend un chemin de ronde et trois tours d'angles. Il faut franchir deux portes, un fossé, un pont-levis et une herse pour accéder à la cour du château.

Montebello est relié aux fortifications de la ville par de longs murs crénelés et flanqués de tours.

### La muraille(La Murata)
Commencée au début du XVe siècle et achevée vers 1480, cette muraille qui traversait la vallée de part en part s'accrochait d'un côté à l'enceinte du Castelgrande et de l'autre, près de la rivière Tessin, aboutissait à une tour de défense.
Aujourd'hui seul subsiste la partie sud proche de la ville. L'ouvrage large de 4 mètres comporte un couloir voûté muni de meurtrières. Au-dessus, la plate-forme chemin de ronde avec, de part et d'autre, des mâchicoulis.
Ce système de défense, plutôt faible contre de l'artillerie lourde, était suffisant contre les troupes d'infanterie des confédérés venus de l'autre côté du Gothard.

### Château de Sasso Corbaro

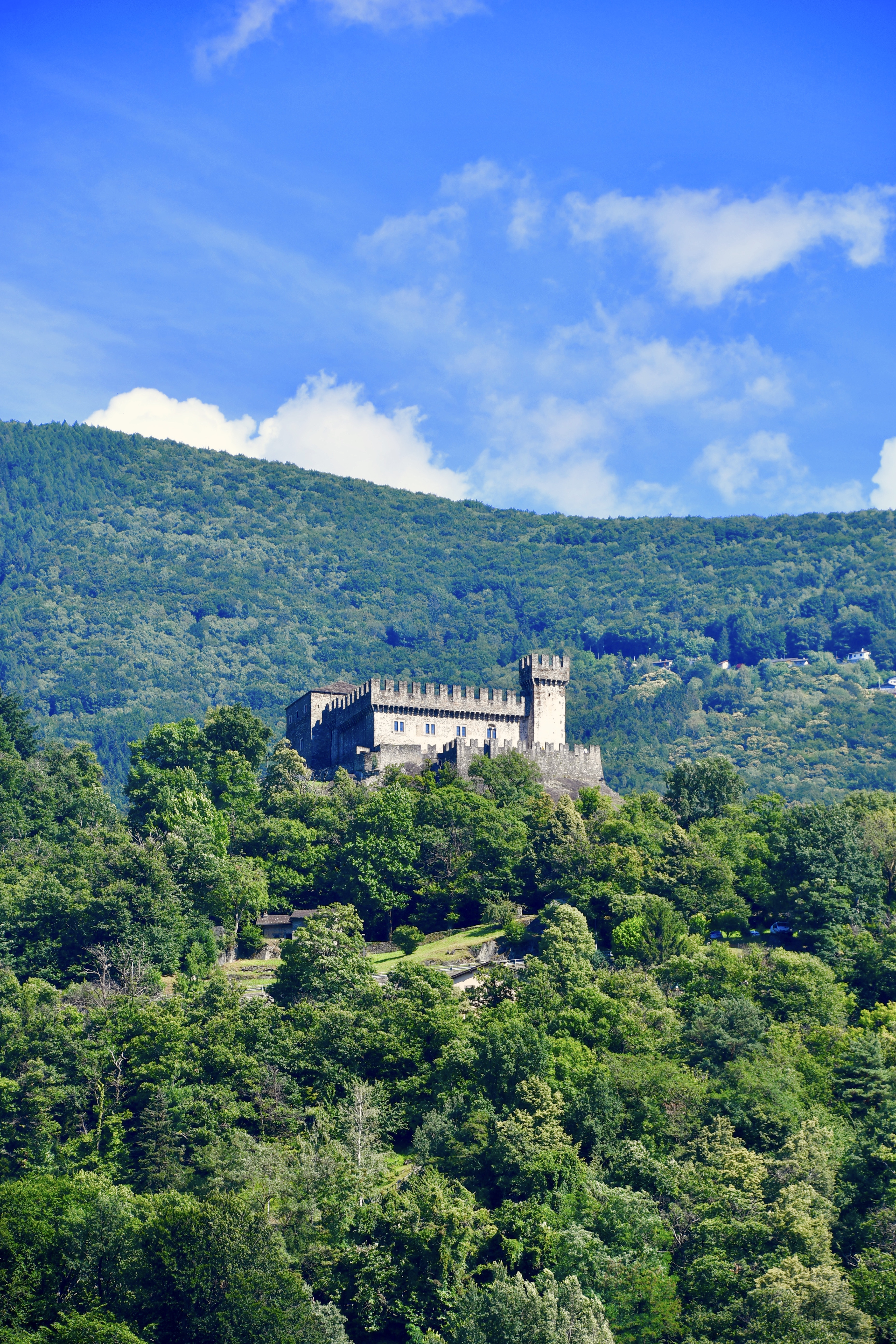
Le château de Sasso Corbaro.

Le château est construit rapidement en 1479. Six mois après la mise en chantier, il est prêt à défendre la ville. Il s'est développé à partir d'une tour isolée d'habitation et de défense préexistante qui devient une tour d'angle. Une deuxième tour de guet prend place en diagonale. Les murs d'enceinte, crénelés, forment une cour carrée. Adossé au mur d'enceinte et s'ouvrant sur la cour à l'intérieur, une habitation typiques du style d'habitat de la région au XVe siècle avec des fenêtres en ogive et des cheminées saillantes.

## Histoire
- Entre le Ve et le XIVe siècle, après la chute de l'Empire romain, Bellinzone passa probablement aux mains des successeurs de Rome, soit :
  - vers 500, aux Ostrogoths, puis à l'empire byzantin,
  - au cours du VIe siècle, aux Lombards,
  - les monarques carolingiens s'emparent du site puis, au Xe siècle, les empereurs ottoniens (Saint-Empire romain germanique) ;
- Xe et XIe siècles, construction de l'enceinte actuelle de Castelgrande par les empereurs ottoniens, en remplacement du mur d'origine romaine, fort délabré ;
- au début du XIe siècle, les empereurs ottoniens cédèrent la forteresse de Castelgrande aux évêques de Côme ;
- à partir du XIIe siècle, l'enceinte a été transformée, surélevée et consolidée à maintes reprises, Bellinzone est au centre de luttes violentes ;
- en 1230, la route du Gothard est ouverte. Artisans, commerçants et hommes de pouvoir s'installent à Bellinzone bénéficiant de l'augmentation des échanges et de la protection assurée par les fortifications de la bourgade ;
- en 1340, après un long siège, Bellinzone tombe aux mains des Lombards et reste sous leur domination pour un siècle et demi ;
- de 1403 à 1422, Bellinzone est aux mains de trois cantons confédérés (Uri, Schwytz et Unterwald).
- 1422, Milan lance une attaque surprise contre Bellinzone, les Confédérés sont défaits à la Bataille d'Arbedo ;
- de 1422 à 1480, sous domination milanaise, la défense du site, assurée jusqu'alors par le Castelgrande, est renforcée : pour prévenir des attaques confédérées, ils ont successivement renforcé le château de Montebello puis construit la muraille (italien Murata) en travers de la vallée et enfin le château de Sasso Corbaro ;
- en 1499, Louis XII, roi de France, envahit le duché de Milan ;
- en 1500, les habitants de Bellinzone réussissent à chasser les Français. Par crainte de représailles ils acceptent de se soumettre aux Confédérés ;
- au XVIe siècle, des crues de la rivière Tessin arrachent une partie de la muraille. De nos jours il ne reste que la partie sud proche de la ville ;
- entre 1500 et 1798, sous le contrôle de la confédération des XIII cantons, les trois châteaux changent de noms : Uri, Schwytz et Unterwald ;
- en 1803, création du canton du Tessin. Les châteaux reviennent à l'État ;
- entre 1920 et 1955, des travaux de rénovation et de consolidation ont été entrepris.